# Wigmodië

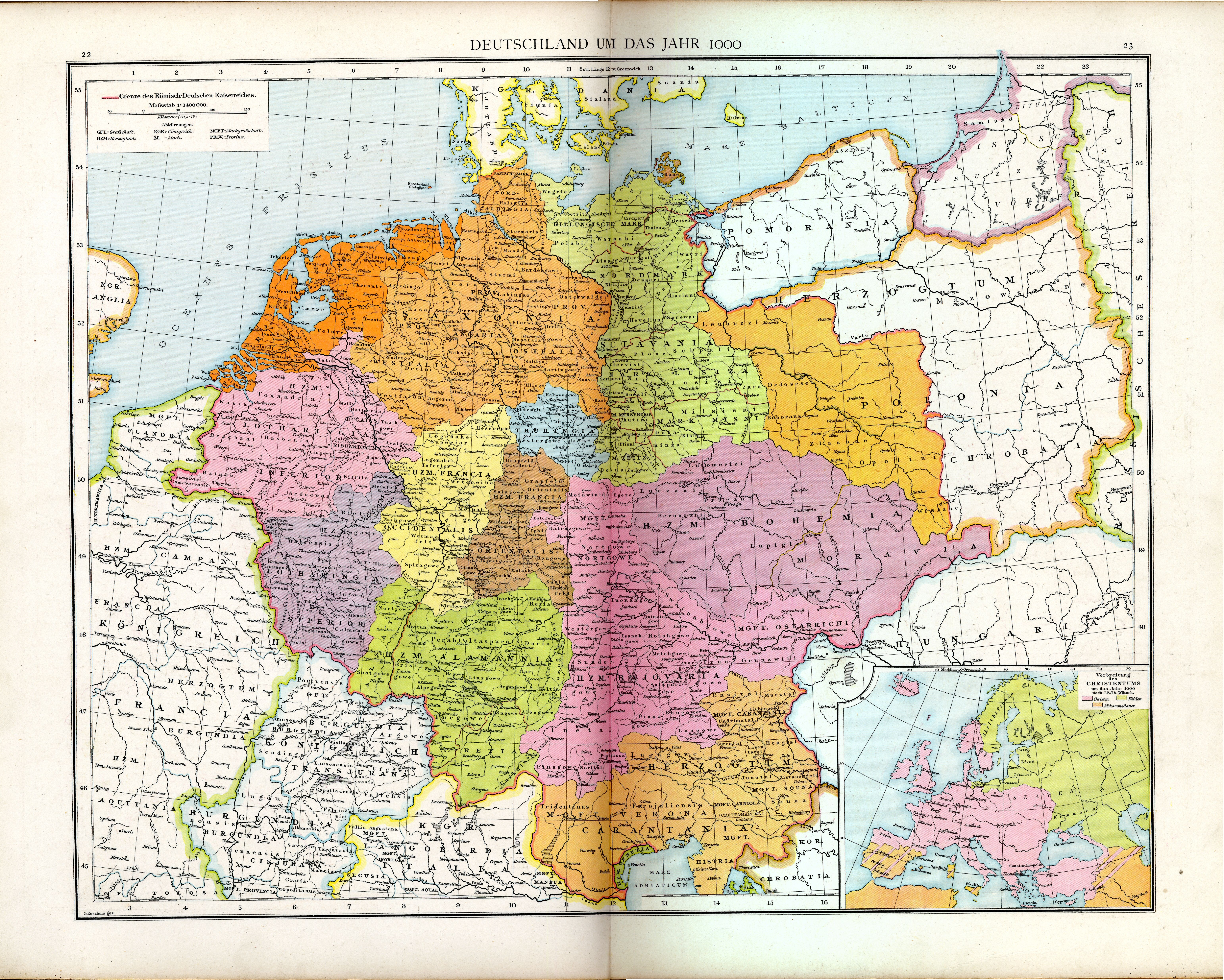
Een kaart van de Middeleeuwse gouwen in het Heilig Roomse Rijk rond het jaar 1000.

Wigmodië (ook: Wigmodi, Wigmodia, Wimodi) was een Saksische gouw. Wigmodië lag aan de rechteroever van de Wezer tussen Bremen in het zuiden en de gouw Haduloha, het huidige land Hadeln in het noorden.